# Leon Schmidt (kapitan)
Leon Schmidt (ur. 20 maja 1895 w Karwinie, zm. wiosną 1940 w Charkowie) – kapitan administracji (piechoty) Wojska Polskiego, ofiara zbrodni katyńskiej.

## Życiorys
Syn Jana i Joanny z Fajów urodzony 20 maja 1895 w Karwinie w ówczesnym Królestwie Czech. W 1914 złożył maturę w Seminarium Nauczycielskim w Cieszynie.
Do Wojska Polskiego został przyjęty z byłej armii austro-węgierskiej. Służył w 10 Pułku Piechoty, a następnie w 42 Pułku Piechoty. Uczestniczył w akcji plebiscytowej na Śląsku Cieszyńskim, a następnie walczył na wojnie z bolszewikami.
3 maja 1922 został zweryfikowany w stopniu porucznika ze starszeństwem z 1 czerwca 1919 i 661. lokatą w korpusie oficerów piechoty, a 1 grudnia 1924 mianowany kapitanem ze starszeństwem z 15 sierpnia 1924 i 234. lokatą w korpusie oficerów piechoty. W grudniu 1927 został przeniesiony do kadry oficerów piechoty z równoczesnym przydziałem do 18 Dywizji Piechoty w Łomży na stanowisko oficera sztabu. W kwietniu 1929 został przeniesiony do 42 pp w Białymstoku, a w marcu 1930 przeniesiony do 1 Pułku Strzelców Podhalańskich w Nowym Sączu. W 1934 został przeniesiony do Powiatowej Komendy Uzupełnień Nowy Sącz. W 1938 był już przeniesiony do korpusu oficerów administracji, grupa administracyjna. Z końcem tego roku został przeniesiono do nowo utworzonej Komendy Rejonu Uzupełnień Cieszyn na stanowisko kierownika II referatu uzupełnień.
W nieznanych okolicznościach, po agresji ZSRR na Polskę, dostał się do niewoli sowieckiej i został osadzony w obozie w Starobielsku. Wiosną 1940 został zamordowany przez funkcjonariuszy NKWD w Charkowie i pogrzebany potajemnie w masowej mogile w Piatichatkach, gdzie od 17 czerwca 2000 mieści się oficjalnie Cmentarz Ofiar Totalitaryzmu w Charkowie.
5 października 2007 minister obrony narodowej Aleksander Szczygło mianował go pośmiertnie na stopień majora. Awans został ogłoszony 9 listopada 2007 w Warszawie, w trakcie uroczystości „Katyń Pamiętamy – Uczcijmy Pamięć Bohaterów”.
Leon Schmidt był żonaty z Ireną.

## Ordery i odznaczenia
- Krzyż Walecznych dwukrotnie[25][2]
- Srebrny Krzyż Zasługi – 1938[21][2]
- Medal Pamiątkowy za Wojnę 1918–1921[1]
- Medal Dziesięciolecia Odzyskanej Niepodległości[1]